# 四大寨乡
四大寨乡，是中华人民共和国贵州省安顺市紫云苗族布依族自治县下辖的一个乡镇级行政单位。
2016年1月14日，贵州省人民政府批复同意紫云自治县部分乡镇行政区划调整，将原火花乡纳容村、落成村划归四大寨乡管辖。

## 行政区划
四大寨乡下辖以下地区：
高坪村、猛林村、关口村、卡塞村、新寨村、牛场村、噜嘎村、晒瓦村、喜凯村、茅草村、克哨村、冗厂村、喜档村、喜翁村、绞卜村、卡坪村、把才村、落城村和纳容村。